# Порозівське (заповідне урочище)
По́розівське — заповідне урочище (лісове) місцевого значення в Україні. Розташоване в межах Рівненського району Рівненської області, між селами Порозове і М'ятин. 
Площа 118 га. Статус надано згідно з рішенням Рівненської облради від 27.05.2005 року, № 584. Перебуває у віданні ДП «Рівненський лісгосп» (Здолбунівське л-во, кв. 2, 3). 
Статус надано з метою збереження дубово-грабового лісу, що зростає на мальовничих пагорбах Рівненське плато. В домішці: ясен, береза, осика, черешня. У трав'яному покриві переважає яглиця звичайна, місцями копитняк європейський та фіалка дивна, рідше — печіночниця звичайна. Також зростають малопоширені види: підлісник європейський, воронець колосистий, вовчі ягоди звичайні. Трапляється любка зеленоквіткова, коручка темночервона і коручка чемерникоподібна, гніздівка звичайна, лілія лісова (занесені до Червоної книги України). 